# Christa Schmuck
Christina Schmuck –conocida como Christa Schmuck– (26 de enero de 1944) es una deportista alemana que compitió para la RFA en luge en la modalidad individual.
Participó en dos Juegos Olímpicos de Invierno en los años 1968 y 1972, obteniendo una medalla de plata en Grenoble 1968 en la prueba individual. Ganó dos medallas en el Campeonato Mundial de Luge, bronce en 1969 y plata en 1970, y dos medallas en el Campeonato Europeo de Luge, oro en 1967 y bronce en 1970.

## Palmarés internacional
| Juegos Olímpicos   | Juegos Olímpicos      | Juegos Olímpicos  | Juegos Olímpicos |
| Año                | Lugar                 | Medalla           | Prueba           |
| ------------------ | --------------------- | ----------------- | ---------------- |
| 1968               | Grenoble (Austria)    | Medalla de plata  | Individual       |
| Campeonato Mundial |                       |                   |                  |
| Año                | Lugar                 | Medalla           | Prueba           |
| 1969               | Königssee (RFA)       | Medalla de bronce | Individual       |
| 1970               | Königssee (RFA)       | Medalla de plata  | Individual       |
| Campeonato Europeo |                       |                   |                  |
| Año                | Lugar                 | Medalla           | Prueba           |
| 1967               | Königssee (RFA)       | Medalla de oro    | Individual       |
| 1970               | Hammarstrand (Suecia) | Medalla de bronce | Individual       |